# Salvador (2006)
Salvador é um filme espanhol de 2006, dirigido por Manuel Huerga. O filme é baseado na história real de Salvador Puig Antich um anarquista catalão e militante do Movimento Ibérico de Libertação (MIL) ativo na década de 1970. Salvador foi executado no garrote vil pelo regime franquista depois de ser julgado por um Tribunal Militar e considerado culpado pela morte de um guarda civil em Barcelona.
Embora seja baseado na história real de Salvador, o filme tem recebido fortes críticas por parte de antigos militantes do MIL, companheiros de militância de Salvador, que afirmam que ambos esvaziam de conteúdo político o personagem de Puig Antich, ao mesmo tempo em que dignificam falsamente as imagens de seu carcereiro, Jesús Irurre, do juiz militar que o condenou e dos membros da Brigada Político-Social da polícia franquista.

## Sinopse
O filme conta a história do militante anarquista Salvador Puig Antich, integrante do grupo Movimiento Ibérico de Liberación, cuja execução pelo governo de extrema direita do ditador Francisco Franco em 1974, foi a última realizada na Espanha com o método do garrote vil. 

## Ficha Técnica
- Título original: Salvador
- Gênero: Drama
- Duração: 134 min
- Ano de lançamento: 2006
- Estúdio: Mediapro / Future Films Ltd.
- Distribuição: Europa Filmes
- Direção: Manuel Huerga
- Roteiro: Lluís Arcarazo, baseado em livro de Francesc Escribano
- Produção: Albert Martinez Martin
- Música: Lluís Llach
- Fotografia: David Omedes
- Direção de arte: Antxón Gómez
- Figurino: Maria Gil

## Elenco
- Tristán Ulloa (Oriol Arau)
- Leonardo Sbaraglia (Jesús Irurre)
- Leonor Watling (Montse Plaza)
- Ingrid Rubio (Margalida)
- Olalla Escribano (Imma Puig)
- Carlota Olcina (Carme Puig)
- Bea Segura (Montse Puig)
- Andrea Ros (Merçona Puig)
- Joel Joan (Oriol Solé)
- Pau Derqui (Jordi Solé)
- Oriol Vila (Ignasi Solé)
- Jordi Garcia (Felip Solé)
- Simon Bellouard (Jean-Marc Rouillan)
- William Miller (Torres)
- Marc Rodríguez (Xavier Garriga)
- Aida Folch (Marian Mateos)
- Antonio Dechent (Timoteo Fernández)
- Carlos Fuentes (Francisco Anguas)
- Joaquín Hinojosa (Tenente-coronel Álvarez)
- Manuel Morón (Padre Manero)
- Celso Bugallo (Pai de Salvador)
- Daniel Brühl (Salvador Puig Antich)
- Mercedes Sampietro (Mãe de Salvador)